# 馬海卡-伯比斯區
馬海卡-伯比斯區（第五區）是圭亞那的10個行政區之一，位於該國東北部，首府設於惠靈頓堡，北鄰大西洋，東毗東伯比斯-科蘭太因區，南臨上德梅拉拉-伯比斯區，西接德梅拉拉-馬海卡區，面積3,755平方公里，2002年人口52,428。
6°13′46″N 57°53′13″W / 6.229522°N 57.886845°W
1. ↑  Macmillan Publishers. . . Oxford: Macmillan Caribbean. 2009: 35. ISBN 9780333934173.